# Michael Matt
Michael Matt (Zams, 13 maggio 1993) è uno sciatore alpino austriaco.

## Biografia
Slalomista puro nato a Zams e originario di Flirsch, Matt è fratello di Andreas, sciatore freestyle di alto livello, e di Mario, a sua volta sciatore alpino; ha iniziato a partecipare a gare FIS nel dicembre del 2008, ha esordito in Coppa Europa il 14 dicembre 2011 a Obereggen e in Coppa del Mondo il 17 novembre 2013 a Levi, in entrambi i casi senza completare la gara.
Il 17 gennaio 2015 ha colto a Wengen i suoi primi punti in Coppa del Mondo (16º) e il 15 febbraio successivo ha debuttato ai Campionati mondiali: nella rassegna iridata di Vail/Beaver Creek non ha tuttavia completato la sua prova. Il 16 marzo 2015 ha colto a Kranjska Gora il suo primo podio in Coppa Europa (2º) e il 13 novembre 2016 a Levi il suo primo podio in Coppa del Mondo (2º); ai successivi Mondiali di Sankt Moritz 2017 si è classificato all'8º posto.
Il 5 marzo 2017 ha ottenuto, sulla pista Podkoren di Kranjska Gora, la sua prima vittoria in Coppa del Mondo. Ai XXIII Giochi olimpici invernali di Pyeongchang 2018, sua prima presenza olimpica, ha vinto la medaglia d'argento nella gara a squadre e quella di bronzo nello slalom speciale; l'anno successivo ai Mondiai di Åre ha vinto la medaglia d'argento nello slalom speciale e nella gara a squadre, mentre a quelli di Cortina d'Ampezzo 2021 si è piazzato 9º nello slalom speciale. Ai XXIV Giochi olimpici invernali di Pechino 2022 ha vinto la medaglia d'oro nella gara a squadre (partecipando come riserva) e non ha completato lo slalom speciale.

## Palmarès

### Olimpiadi
- 3 medaglie:
  - 1 oro (gara a squadre a Pechino 2022)
  - 1 argento (gara a squadre a Pyeongchang 2018)
  - 1 bronzo (slalom speciale a Pyeongchang 2018)

### Mondiali
- 2 medaglie:
  - 2 argenti (slalom speciale, gara a squadre a Åre 2019)

### Coppa del Mondo
- Miglior piazzamento in classifica generale: 18º nel 2017
- 8 podi (7 in slalom speciale, 1 in slalom parallelo):
  - 1 vittoria
  - 4 secondi posti
  - 3 terzi posti

#### Coppa del Mondo - vittorie
| Data         | Località      | Paese    | Specialità |
| ------------ | ------------- | -------- | ---------- |
| 5 marzo 2017 | Kranjska Gora | Slovenia | SL         |

Legenda:

SL = slalom speciale

### Coppa Europa
- Miglior piazzamento in classifica generale: 55º nel 2016
- 2 podi:
  - 2 secondi posti

### Nor-Am Cup
- Miglior piazzamento in classifica generale: 27º nel 2016
- 2 podi:
  - 1 vittoria
  - 1 secondo posto

#### Nor-Am Cup - vittorie
| Data            | Località         | Paese  | Specialità |
| --------------- | ---------------- | ------ | ---------- |
| 6 febbraio 2016 | Mont-Sainte-Anne | Canada | SL         |

Legenda:

SL = slalom speciale

### Campionati austriaci
- 6 medaglie:
  - 1 oro (slalom speciale nel 2018)
  - 3 argenti (slalom speciale nel 2013; slalom speciale nel 2015; slalom speciale nel 2016)
  - 2 bronzi (slalom gigante nel 2013; combinata nel 2021)

### Campionati austriaci juniores
- 10 medaglie[2]:
  - 7 ori (slalom gigante, slalom speciale nel 2010; supergigante, slalom speciale, supercombinata nel 2012; slalom gigante, slalom speciale nel 2013)
  - 2 argenti (supergigante nel 2013; slalom speciale nel 2014)